# Grupa Schmidta
Grupa Schmidta (niem. Gruppe Schmidt, ros. Группа Шмидта) – antypartyzancki oddział zbrojny złożony z Rosjan podczas II wojny światowej
Oddział został utworzony wiosną 1942 r. we wsi Preczistoje w obwodzie jarosławskim na okupowanej Smolenszczyźnie. Dowodził nim niemiecki oficer Schmidt. Był podporządkowany niemieckiej żandarmerii polowej. Składał się z kilku kompanii. Dowódcą jednej z nich był b. czerwonoarmista por. Wasilij D. Tarakanow. Oddział – oprócz zwalczania partyzantów – przeprowadzał ekspedycje karne we wsiach położonych na obszarze baturinskiego, duchowszczinskiego, prieczistienskiego i jarcewskiego rejonów obwodu briańskiego. Jesienią 1942 r. na bazie kompanii por. W. D. Tarakanowa został sformowany 197 Batalion Wschodni.